# Union gabonaise pour la démocratie et le développement
L'Union Gabonaise pour la Démocratie et le Développement (UGDD) est un parti politique du Gabon. Il a été créé en 2005 par Zacharie Myboto, ancien membre du parti au pouvoir, le Parti Démocratique Gabonais.
Myboto s'est présenté sans étiquette lors de l'élection présidentielle du 27 novembre 2005 (l'UGDD n'avait pas acquis d'existence légale au moment de l'élection). Il a terminé troisième sur cinq candidats, engrangeant 6,6 % des voix.
L'UGDD a été légalement reconnu par le Ministère de l'Intérieur le 27 avril 2006.
Lors des élections législatives de décembre 2006, le parti a obtenu 4 des 120 sièges en jeu. À l'Assemblée, l'UGDD fait partie du groupe parlementaire des Forces du Changement.
Lors des élections municipales d'avril 2008, l'UGDD a gagné 161 sièges à travers le pays.
Deux membres de l'UGDD, le secrétaire général Sylvestre Ratanga ainsi que Paul Boundoukou Lata, sont entrés au gouvernement le 14 janvier 2009. Myboto a déclaré qu'en acceptant de servir dans le gouvernement d'Omar Bongo, ils s'étaient eux-mêmes exclus de l'UGDD .
Zacharie Myboto est à nouveau le candidat de l'UGDD pour l'élection présidentielle du 30 août 2009.